# Romantic Times
Romantic Times puis RT Book Reviews est un magazine mensuel américain consacré aux romances publié de 1981 à 2018. Créé sous forme de bulletin d'information de 24 pages par Kathryn Falk, il est d'abord distribué à 3 000 abonnés. Puis, il évolue progressivement en magazine de 128 pages avec 150 000 abonnés enregistrés en 2004. Il se vend également hors des États-Unis et est considéré comme le principal magazine sur la romance.

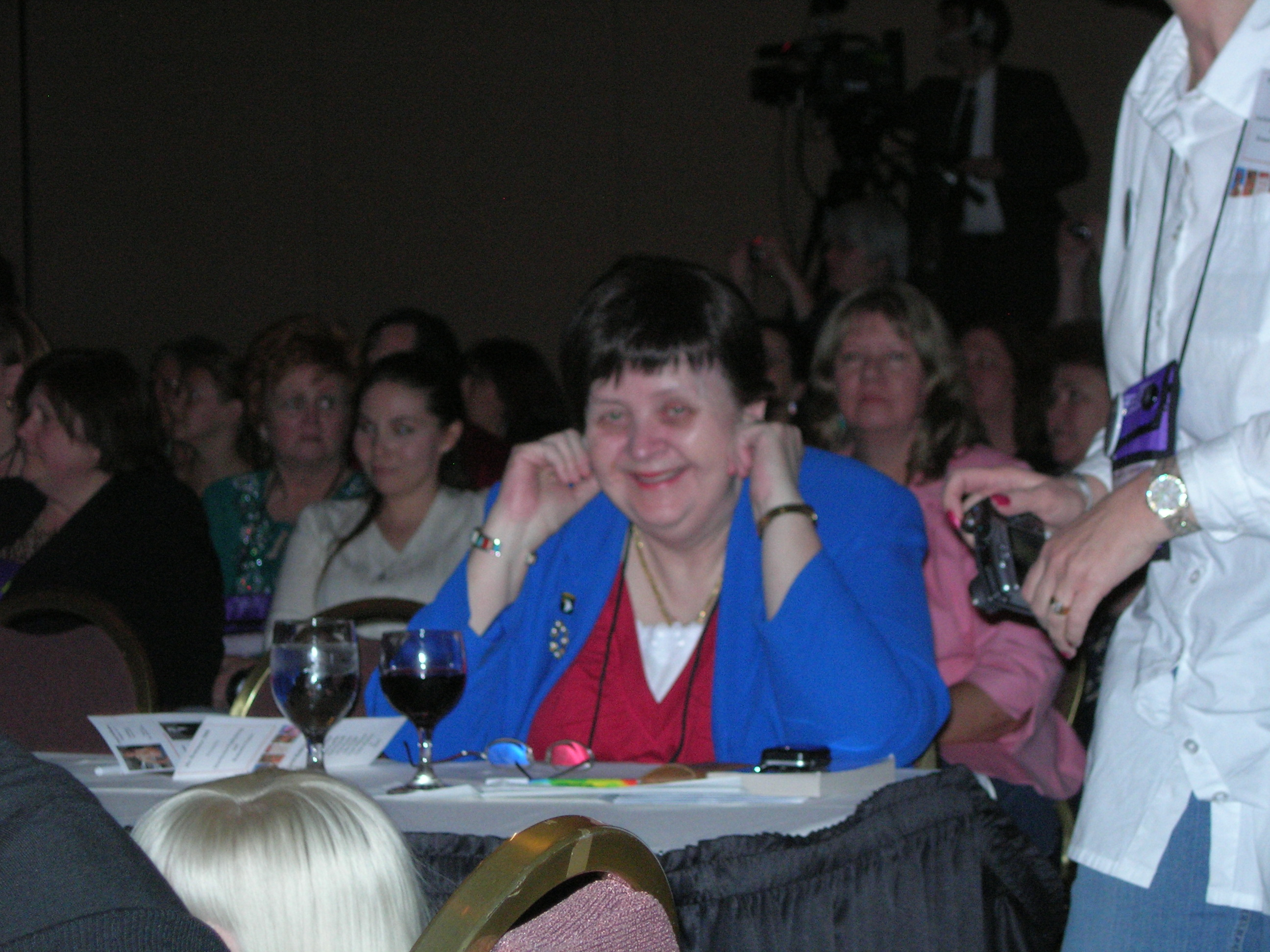
Bertrice Small lors d'une convention Romantic Times

De 1982 à 2018, le magazine organise la Romantic Times Booklover's Convention. Plusieurs milliers de personnes assistent à la convention, qui comprend séances de dédicaces, un bal costumé et un concours de beauté masculine.
En mai 2018, Kathryn Falk et son mari Kevin Rubin annoncent la fin du magazine,.